# داگلاس دیک
داگلاس دیک (انگلیسی: Douglas Dick؛ زادهٔ ۲۰ نوامبر ۱۹۲۰) یک هنرپیشه، و روانپزشک اهل ایالات متحده آمریکا است.
از فیلم‌ها یا برنامه‌های تلویزیونی که وی در آن نقش داشته است می‌توان به طناب اشاره کرد.

## زندگی شخصی
دیک در چارلستون، ویرجینیای غربی متولد شد و در ورسای، کنتاکی بزرگ شد. او پسر آقا و خانم گمبل سی دیک بود و یک برادر داشت. دیک در دانشگاه آریزونا و دانشگاه کنتاکی به تحصیل پرداخت. قبل از ای نکه او در به عنوان یک بازیگر در فیلم ها کار کند، در چند نمایش در نیویورک به عنوان بازیگر ظاهر شد و پس از آن نیز به عنوان یک مدل برای آژانس کنور فعالیت می کرد، تا جائی که یک شماره از مجله Look عکس او را بر روی جلد منتشر کرد.

## خدمت سربازی
دیک در دوران خدمت سربازی خود در گارد ساحلی ایالات متحده گشت زنی می کرد؛ اندکی بعد او به عنوان یک خلبان در نیروی دریایی ایالات متحده خدمت کرد و پس از آن نیز در یک مرکز پزشکی به عنوان نیروی تخلیه خدمت می کرد.